# Nina Bohm
Nina Bohm (30 aprile 1958) è un'ex tennista svedese.

## Carriera
Nei tornei del Grande Slam ha ottenuto il suo miglior risultato raggiungendo i quarti di finale di doppio a Wimbledon nel 1981, in coppia con la statunitense Sherry Acker.
In Fed Cup ha disputato un totale di 8 partite, collezionando 4 vittorie e 4 sconfitte.